# 雷红雨
雷红雨（1963年—），河南省社旗县人。中国人民解放军少将。

## 生平
1983年参加中国人民解放军，1985年加入中国共产党。曾获博士学位。曾任国防科工委科技部一局三处参谋、处长，中国人民解放军总装备部陆军装备科研订购部综合局副局长、局长。2008年8月，任总装备部陆军装备科研订购部副部长（副军级）。2013年5月30日，雷红雨少将等47名军师职干部获聘为清华大学国防生班第五批名誉班主任。